# Lars Hall
Lars Göran Ivar Hall, conegut com a Lars Hall, (Karlskrona, Suècia 1927 - Täby 1991) fou un pentatleta modern suec, guanyador de tres medalles olímpiques.

## Biografia
Va néixer el 30 d'abril de 1927 a la ciutat de Karlskrona, població situada al comtat de Blekinge.
Va morir el 26 d'abril de 1991 a la ciutat de Täby, població situada al comtat d'Estocolm.

## Carrera esportiva
Va participar, als 25 anys, en els Jocs Olímpics d'Estiu de 1952 realitzats a Hèlsinki (Finlàndia), on aconseguí guanyar la medalla d'or en la prova individual masculina, esdevenint el primer esportista no militar a fer-ho, i la medalla de plata en la prova per equips. En els Jocs Olímpics d'Estiu de 1956 realitzats a Melbourne (Austràlia) aconseguí revalidar el seu títol olímpic, esdevenint el primer esportista a aconseguir aquest fet (no repetit fins al 2008 per part del rus Andrey Moiseyev). En aquests mateixos Jocs participà en la prova per equips, si bé l'equip suec no finalitzà la prova.
Va participar el 1950 en el Campionat del Món de pentatló modern on aconseguí guanyar la prova individual, un fet que repetí l'any 1951. Així mateix aconseguí la victòria en aquesta competició en la prova per equips quatre vegades.